# Рамасвами Реддияр, Омандур Периявалаву
Омандур Периявалаву Рамасвами Реддияр (там. ஓமந்தூர் ராமசாமி ரெட்டியார்; 1 февраля 1895, Омандур, Мадрасское президентство, Британская Индия — 25 августа 1970, Вадалур, Тамилнад, Индия) — индийский политический и государственный деятель, борец за свободу и независимость Индии от британского владычества, первый главный министр (премьер-министр) штата Мадрас Индийского Союза (23 марта 1947 — 6 апреля 1949).

## Биография
В юности присоединился к движению за независимость Индии. Преследовался британскими властями. Член Индийского национального конгресса.
После обретения Индией независимости в 1947 году, стал первым главным министром (премьер-министром) штата Мадрас а составе Индийского Союза.
За время своего пребывания на посту главного министра внёс значительный вклад в правовую и социальную реформу в Мадрасе. Например, в это время был принят Закон о разрешении на вход в храмы в Мадрасе 1947 года — знаковый закон, разрешающий далитам и представителям других низших каст доступ в храмы. Под его руководством также был принят Закон Тамилнада о девадаси (предотвращении посвящения) 1947 года. Предпринял ряд мер по развитию образования в Тамилнаде, добился того, чтобы многие дети были зачислены в школу, сделав начальное образование обязательным. Учредил Консультативный совет по образованию и Провинциальный совет по базовому образованию, чтобы консультировать правительство штата по его политике в области образования. Также он реализовал схему программ обучения взрослых для повышения грамотности в штате.
С 1949 года — член Учредительного собрания Индии по выработке конституции страны.

## Память
- В его честь названа Государственная многопрофильная клиника (Тамил-Наду) в г. Ченнаи, Индия.
- В 2010 году почта Индии выпустила марку с изображением Рамасвами Реддияра.